# Agave arcedianoensis
Agave arcedianoensis ist eine Pflanzenart aus der Gattung der Agaven (Agave). Ein englischer Trivialname ist „Jalisco Agave“.

## Beschreibung
Agave arcedianoensis wächst solitär mit einer Wuchshöhe bis 90 cm und ist bis 150 cm breit. Die kräftigen, grünen, variabel angeordneten, lanzettförmigen Blätter sind 60 bis 70 cm lang und 10 bis 12 cm breit. In der Mitte der Blätter sind parallel verlaufende hellgrüne Abdrücke sichtbar. Die Blattränder sind von der Basis bis zur Spitze unregelmäßig gezahnt. Der graue Enddorn wird 2 bis 4 cm lang.
Der traubige, gerade Blütenstand wird 1,8 bis 2 m hoch. Die purpurfarbenen, roten bis grünen zahlreichen Blüten erscheinen am Ende der variabel angeordneten, dichten, kurzen Verzweigungen, die sich von der Basis bis zum Ende des Blütenstandes bilden.
Die länglichen dreikammerigen Kapselfrüchte sind bis 30 mm lang.

## Systematik und Verbreitung
Agave arcedianoensis wächst in Mexiko in begrenzten Regionen im Bundesstaaten Jalisco in tropischen Regionen, an felsigen Hängen, und in Waldland in 1250 bis 1400 m Höhe. Sie ist vergesellschaftet mit Agave vilmorinana, Stenocereus dumortieri und verschiedenen Sukkulentenarten.
Die Erstbeschreibung durch Miguel de J. Cházaro Basáñoez, Oscar Manuel Valencia Pelayo und J. Antonio Vázquez-García ist 2007 veröffentlicht worden.
Agave arcedianoensis ist ein Vertreter der Gruppe Marginatae und wächst begrenzt in der Barranca de Colimilla, Tonala Region in Jalisco in Mexiko. Typisch sind die kräftigen, grünen, variabel angeordneten, lanzettförmigen Blätter mit den in der Mitte der Blätter parallel verlaufenden hellgrünen Abdrücken. Die Blattränder sind unregelmäßig fein gezahnt. Der graue Enddorn wird 2 bis 4 cm lang. Agave arcedianoensis ist nahe verwandt mit Agave angustiarum. Jedoch sind Unterschiede in Größe und Blütenstruktur erkennbar.